# Hővezetés
A hővezetés vagy konduktív hőátadás a hőátadás olyan formája, amely a szilárd vagy nyugalomban lévő (nem áramló) folyékony vagy légnemű halmazállapotú rendszerekben, hőmérséklet-különbség hatására jön létre. A hőáramlástól (konvektív hőátadás) abban tér el, hogy nem történik anyagáramlás, hanem a hőátadás a belső energia részecskéről részecskére való átadásával történik.
Hővezetés a termodinamika második főtétele szerint önként mindig a nagyobb hőmérsékletű hely felől a kisebb hőmérsékletű hely felé történik, azaz a hőmérsékleti gradiens irányában. Az energiamegmaradás törvénye értelmében hő a hővezetés során sem tűnhet el vagy semmisülhet meg. 

## A hővezetés transzportjelenség
Tapasztalatból ismerjük, hogy ha a rendszeren belül például a hőmérséklet pontról pontra nem azonos, akkor önként olyan folyamat indul el, hogy a hőmérséklet kiegyenlítődjék. Hő áramlik a nagyobb hőmérsékletű helyről a kisebb hőmérsékletű felé. E transzportjelenség neve a hővezetés. Transzportjelenség fogalmán a rendszer valamely extenzív fizikai mennyiségének a tér egyik részéből egy másik részébe történő eljutását, szállítását értjük. A hővezetés, mint vezetéssel létrejövő energiatranszport, a hőterjedés olyan formája, amelynél a terjedés irányában makroszkopikus anyagáramlás nincs.

## Áram, hajtóerő, fluxus
A hőtranszport (vezetés, szállítás) során tehát Q hőenergia (extenzív fizikai mennyiség, tömegtől függő) árama alakul ki a hőmérséklet (intenzív fizikai mennyiség) negatív gradiensének, mint termodinamikai „hajtóerőnek” a hatására. 
Hőáram ({\displaystyle I_{Q}}) fogalma alatt valamely hővezető anyagban, adott keresztmetszeténél a hőmennyiség rövid {\displaystyle \mathrm {d} t} időegységre eső megváltozását értjük. Ha ezt az áramlás keresztmetszetére ({\displaystyle \mathrm {d} A}) – azaz keresztmetszetegységre – vonatkoztatjuk, a hőáramsűrűséget ({\displaystyle J_{Q}}) kapjuk. A különféle áramsűrűségeknek gyakran használatos másik megnevezése a fluxus. 
Vagyis a hőáram és a hőáram-sűrűség (hőfluxus) definíció szerint:
{\displaystyle I_{Q}={\frac {\mathrm {d} Q}{\mathrm {d} t}}\ }
{\displaystyle j_{Q}={\frac {I_{Q}}{\mathrm {d} A}}={\frac {\partial Q}{\partial A\partial t}}\ .}

## Fourier-törvény

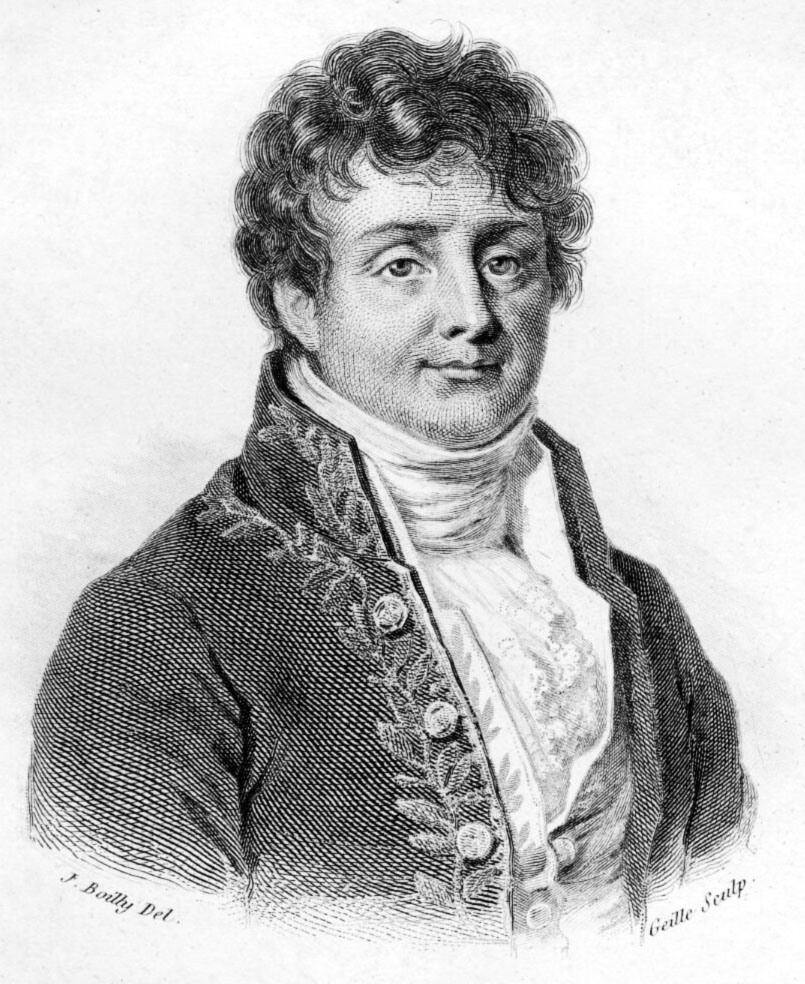
Jean Baptiste Joseph Fourier (1768-1830) francia matematikus és fizikus

Két, párhuzamos, egymástól dx távolságra lévő, dT hőmérséklet-különbségű szilárd falfelület között kialakuló hőáramsűrűség nagyságát matematikailag elsőként Jean Baptiste Joseph Fourier fogalmazta meg 1822-ben hosszú vékony rúdra, melynél a jelenség egydimenziós. Az egyenlet az egydimenziós stacionárius hővezetés alapegyenlete: 
{\displaystyle j_{Q}=-\lambda {\frac {\mathrm {d} T}{\mathrm {d} x}}.}
Általános, térbeli test és térbeli hőmérsékleteloszlás esetében:
{\displaystyle j_{Q}=-\lambda \cdot |\mathrm {grad} (T)|\ .}
A kifejezésben λ az illető anyag hővezetési tényezője, W/(m·K) egységben.
Véges változás esetén, a kialakuló hőáramsűrűség egyenesen arányos a hőmérséklet-különbséggel és a szilárd test anyagi minőségére jellemző hővezetési tényezővel és fordítva arányos a távolsággal: 
{\displaystyle j_{Q}={\frac {\lambda }{x}}(T_{1}-T_{2})\ .}